# Luis Somoza Debayle
Luis Anastasio Somoza Debayle (* 18. November 1922 in León; † 13. April 1967 in Managua, Nicaragua) war Präsident von Nicaragua von 1956 bis 1963. Er war Angehöriger des Somoza-Clans, der seit 1934 das Präsidentenamt innehatte.

## Leben
Luis Somoza war der erste Sohn von Anastasio Somoza García. Er trat 1944 in die Nationalgarde Guardia Nacional de Nicaragua ein und ließ sich zum Offizier ausbilden.
Nach der Ermordung seines Vaters Anastasio Somoza Garcias im Jahr 1956, der sich 1937 gegen seinen Onkel Juan Bautista Sacasa zum Präsidenten Nicaraguas geputscht hatte, folgte er diesem nach und stützte sich auf seinen jüngeren Bruder Anastasio Somoza Debayle, der 1947 von ihrem Vater zum Chef der Nationalgarde erhoben worden war.
Während seiner Regierungszeit waren die einflussreichsten Posten des Landes mit Familienmitgliedern oder Gewährsmännern besetzt, so dass Somoza diktatorisch über das Land gebieten konnte. Er lehnte sein Regime eng an die Vereinigten Staaten an und half der CIA bei den Vorbereitungen zur Invasion in der Schweinebucht, die in Nicaragua geheim vorbereitet worden waren.
In seine Regierungszeit fielen die ersten Angriffe und das Anwachsen der sandinistischen Opposition, die zu einem blutigen Bürgerkrieg bis 1979 ausuferten.
Somoza starb an einem Herzinfarkt im Alter von 45 Jahren. Sein Sarg lag ursprünglich in Managua neben dem seines Vaters, wurde jedoch 1979 auf der Flucht der Somoza-Familie mit jenem mitgenommen und ist nun im Mausoleum der Familie in Miami (Florida) auf dem Caballero Rivero Woodlawn Park North Cemetery and Mausoleum neben seinem jüngeren Bruder Anastasio und Vater aufgebahrt.
Er war mit Isabel Urcuyo Rodríguez verheiratet. Sein Sohn Alvaro hatte sich während der Familienherrschaft gegen sie gestellt und ist neuerdings in der politischen Szene Nicaraguas auf demokratischer Seite aktiv.

## Ehrungen
- 1959: Sonderstufe des Großkreuzes des Verdienstordens der Bundesrepublik Deutschland